# 伊格爾貝 (紐約州)
伊格爾貝（英語：Eagle Bay）是位於美國紐約州赫基默縣的普查規定居民點。

## 人口
根據2020年美國人口普查的數據，伊格爾貝的面積為0.72平方千米，皆為陸地。當地共有人口54人，而人口密度為每平方千米75人。